# Флоренсио-Вильярреаль
Флоренсио-Вильярреаль (исп. Florencio Villarreal) — муниципалитет в Мексике, штат Герреро, с административным центром в городе Крус-Гранде. Численность населения, по данным переписи 2010 года, составила 20 175 человек.

## Общие сведения
Название Florencio Villarreal было дано муниципалитету в честь Флоренсио Вильярреаля.
Площадь муниципалитета равна 284 км², что составляет 0,45 % от площади штата. Он граничит с другими муниципалитетами Герреро: на севере с Текоанапой и Аютла-де-лос-Либресом, на востоке с Куаутепеком и Копалой, на западе с Сан-Маркосом, а на юге омывается водами Тихого океана.

## Учреждение и состав
Муниципалитет был образован 2 ноября 1899 года, в его состав входит 49 населённых пунктов, самые крупные из которых:
| Код INEGI | Населённый пункт                                        | Численность населения (2005 год) | Численность населения (2010 год) |
| 030       | Всего                                                   | 18 713                           | 20 175                           |
| 0001      | Крус-Гранде (исп. Cruz Grande) (административный центр) | 10 721                           | 11 783                           |
| 0008      | Куатро-Банкос (исп. Cuatro Bancos)                      | 677                              | 734                              |
| 0015      | Льяно-Гранде (исп. Llano Grande)                        | 695                              | 686                              |
| 0010      | Чаутенго (исп. Chautengo)                               | 639                              | 664                              |
| 0004      | Лас-Анимас (исп. Las Ánimas)                            | 504                              | 602                              |
| 0019      | Пико-дель-Монте (исп. Pico del Monte)                   | 571                              | 589                              |
| 0022      | Эль-Порвенир (исп. El Porvenir)                         | 546                              | 564                              |

## Экономическая деятельность
По статистическим данным 2000 года, работоспособное население занято по секторам экономики в следующих пропорциях: сельское хозяйство, скотоводство и рыбная ловля — 52,2 %, промышленность и строительство — 10,8 %, сфера обслуживания и туризма — 35,2 %.

## Инфраструктура
По статистическим данным 2010 года, инфраструктура развита следующим образом:
- электрификация: 98 %;
- водоснабжение: 67,1 %;
- водоотведение: 72 %.

## Туризм
Основные достопримечательности:
- археологическая зона вблизи Пико-дель-Монте, где найдены осколки культуры Йопе(es);
- пляжи вокруг лагуны Чаутенго.